# Diplotaxis alutacea
Diplotaxis alutacea är en skalbaggsart som beskrevs av Bates 1889. Diplotaxis alutacea ingår i släktet Diplotaxis och familjen Melolonthidae. Inga underarter finns listade i Catalogue of Life.